# René Pacheco
René Pacheco Cortés (* unbekannt; † 19. Dezember 2017) war ein chilenischer Fußballspieler. Der Torwart wurde 1959 chilenischer Meister.

## Karriere
René Pacheco begann seine Karriere unter Trainer Luis Tirado 1955 bei Universidad de Chile und blieb dem Klub bis zu seinem Karriereende 1964 treu. Er war Stammtorwart bei der zweiten Meisterschaft von La U 1959, die der Anfang der erfolgreichen 1960er Jahre des Vereins war.

## Erfolge
Universidad de Chile
- Chilenischer Meister: 1959